# Đào Nguyên Phổ
Đình nguyên Hoàng giáp Đào Nguyên Phổ (陶元溥, 1861-1908), tên thật là Đào Thế Cung, còn gọi là Đào Văn Mại, quê làng Thượng Phán-tổng Đồng Trực-huyện Quỳnh Côi (nay là thôn Thượng Phán, xã Quỳnh Hoàng, huyện Quỳnh Phụ, tỉnh Thái Bình). Ông là một văn thân yêu nước tiến bộ, lãnh tụ Phong trào Đông Kinh nghĩa thục.

## Tiểu sử
Đào Nguyên Phổ đỗ Cử nhân năm 1884, nhưng chưa dự thi Hội ngay, mà lại ra làm quan nhà Nguyễn. Ban đầu, Đào Nguyên Phổ được bổ chức Huấn đạo huyện Tam Nông tỉnh Hưng Hóa, rồi làm Tri huyện tại huyện Võ Giàng tỉnh Bắc Ninh. Sau vì để mất trộm tiền thuế của huyện, ông bị bãi chức, phải trở về đi dạy học trên địa bàn tỉnh Nam Định cũ (nay là cả hai tỉnh Nam Định và Thái Bình). Trong thời gian này, ông giao du với các chí sĩ yêu nước thời đó.
Năm 1895, ông vào Huế, học tại trường Quốc tử giám. Đến Năm 1898, sau 3 năm học tại kinh đô, ông dự thi Hội và đỗ Đình nguyên Hoàng giáp. Ngay sau đó, ông được bổ chức Hàn lâm thừa chỉ.
Năm 1902, ông từ quan, ra Hà Nội làm nghề nhà báo, viết cho Đăng cổ tùng báo và L'Annam, cùng tích cực truyền bá tư tưởng duy tân. Năm 1907, ông tham gia sáng lập trường Đông Kinh Nghĩa Thục, cùng với Lương Văn Can, Nguyễn Quyền...
Sau khi Đông Kinh Nghĩa Thục bị đóng cửa, tiếp đến vụ đầu độc lính Pháp ở Hà Thành bị thất bại, Đào Nguyên Phổ bị người Pháp truy lùng ráo riết. Ông phải tự sát vào năm 1908 để khỏi bị Pháp bắt, cũng để giữ danh tiết đồng thời tránh hệ lụy cho gia đình và bạn bè.